# 谢罗特
谢罗特（法語：Chéraute，法語發音：[ʃeʁot]）是法国大西洋比利牛斯省的一个市镇，属于奥洛龙-圣玛丽区。

## 地理
谢罗特（43°13'53"N, 0°52'6"W）面积35.26 平方千米，位于法国新阿基坦大区大西洋比利牛斯省，该省份为法国东南部省份，涵盖了贝阿恩与北巴斯克，西临大西洋比斯開灣，北至朗德省，东北接热尔省，东临上比利牛斯省，南与西班牙接壤。
与谢罗特接壤的市镇（或旧市镇、城区）包括：巴尔屈斯、贝罗甘-拉兰斯、洛皮塔勒圣布莱斯、莫莱翁-利沙尔、蒙卡约勒-拉罗里-芒迪比约、罗基亚格、维奥多斯-下阿邦斯。
谢罗特的时区为UTC+01:00、UTC+02:00（夏令时）。

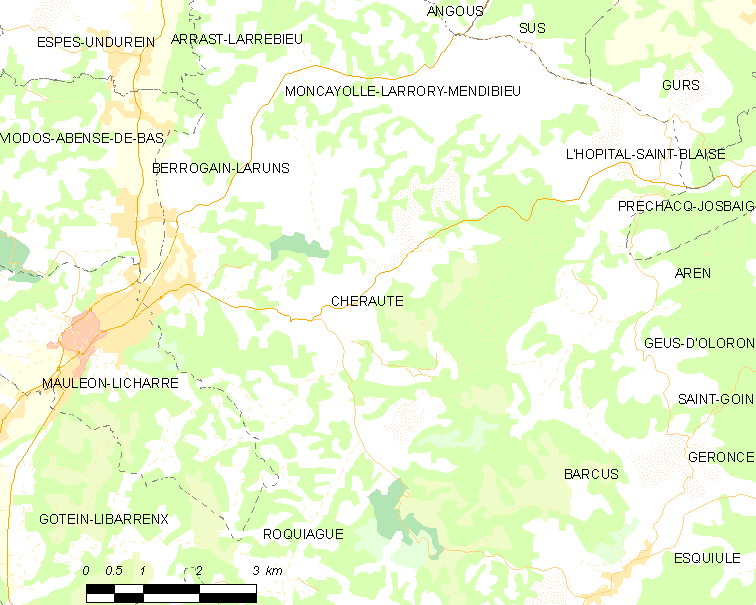
谢罗特的OSM定位图

## 行政
谢罗特的邮政编码为64130，INSEE市镇编码为64188。

## 政治
谢罗特所属的省级选区为巴斯克山地县。

## 人口

1962-2008年间谢罗特人口变化图示

谢罗特于2022年1月1日时的人口数量为1048人。